# Мюнхеберг, Иоахим
Иоахим Мюнхеберг (нем. Joachim Müncheberg; 31 декабря 1918, Фридерихсдроф, около Драмбурга, Померания — 23 марта 1943, Эль Геттар, Тунис) — немецкий лётчик-ас Второй мировой войны, в течение которой он совершил около 500 боевых вылетов, одержав 135 побед в воздухе, из них 33 на Восточном фронте, а также 46 над британскими истребителями Спитфайр. В бою с последними, в столкновении он и погиб. Награждён Рыцарским Крестом с дубовыми листьями и мечами.

## Биография
В юности интересовался полетами и другими техническими вещами. Также до начала военной службы показывал неплохие успехи в легкой атлетике.
В октябре 1936 года он поступил на службу в вермахт. В октябре 1938 года обер-фенрих Мюнхеберг был переведён в люфтваффе. После окончания лётной подготовки был направлен служить в I./JG234.

## Вторая мировая война
В октябре 1939 года Мюнхеберг был направлен в JG26, первоначально войдя в состав эскадрильи ночных истребителей 10.(N)/JG26, однако вскоре он стал адъютантом группы III./JG26.
Свою первую победу он одержал 7 ноября 1939 года, сбив бомбардировщик Bristol Blenheim Mk.I (L1325) из 57 эскадрильи RAF, пилотируемый пайлот-офицером H.R. Barwley.
В ходе французской кампании он одержал ещё 8 побед: 3 над французскими и 5 над английскими самолетами, включая 4, из числа последних, 31 мая 1940 года.
С началом Битвы за Британию Мюнхеберг летал в качестве ведомого другого аса, командира группы III./JG26 майора Адольфа Галланда. Будучи его ведомым, Иоахим записал на свой счёт 4 победы. А 22 августа 1940 года обер-лейтенант Мюнхеберг получил под своё начало эскадрилью 7./JG26. 14 сентября 1940 года он был награждён Рыцарским крестом и в тот же день он на своём Bf 109E код «белая 2», достиг своей 20-й победы, после чего был первый раз упомянут в Вермахтберихте. Всего в ходе Битвы за Британию он одержал 14 побед.

## Средиземное море и Мальта
В феврале 1941 года эскадрилья Мюнхеберга была направлена на Средиземное море, став первой частью мессершмиттов на новом театре боевых действий. Эскадрилья стала базироваться на Сицилии, выполняя боевые вылеты над Мальтой, и за короткий период времени добилась потрясающих успехов, одержав без потерь 52 победы, основной вклад в которые внёс её командир — 25.
12 февраля он сбил над Мальтой один Харрикейн, 16 февраля ещё 2, один из которых был британского аса F/L. James Maclachlan из 261 эскадрильи RAF, который выпрыгнул на парашюте, был тяжело ранен и потерял руку, но вернулся на службу в 1943 году. 26 февраля также над Мальтой он сбил 2 Харрикейна, снова из 261 эскадрильи. Пилот одного из них — F/O FF Taylor погиб. 15 марта северо-западнее острова Гоцо он сбил перелетавший из Англии на Мальту Wellington Mk.Ic (V5644).
6 апреля вермахт начал наступление на Югославию, которое поддерживала и 7./JG26. В тот день Мюнхеберг над аэродромом Подгорица сбил югославский истребитель биплан Avia BH-33E из истребительной эскадрильи 81 бомбардировочной группы JKRV. Его пилот, поручик Миленко Миливоевич, погиб. Это была 34 победа аса.
27 апреля у Калафраны на воде он поджёг британскую летающую лодку Sunderland (L5807) из 228 эскадрильи RAF, однако эта победа ему засчитана не была.
7 мая 1941 года Мюнхеберг за 43 воздушные победы 12-м человеком в вермахте был награждён Дубовыми листьями к его Рыцарскому кресту, а также итальянской золотой медалью «За воинскую доблесть».
В июне-июле 1941 года 7./JG26 была направлена в Ливию поддерживать немецкий Африканский корпус, где Мюнхеберг одержал свои очередные 5 побед.

## Возвращение во Францию
В августе 1941 года 7./JG26 была перебазирована во Францию, где наконец воссоединилась со своей группой. Здесь Мюнхеберг снова проявил свой бойцовский талант став настоящим истребителем Спитфайров. Сбив 29 августа 1941 года над Дюнкерком 1 из них, он одержал свою 50-ю победу. А всего, до июня 1942 года он сбил 35 самолётов данного типа.
19 сентября 1941 года Мюнхеберг получил звание гауптман и под своё командование группу III./JG26.
29 апреля 1942 года жертвой Мюнхеберга вероятно стал командир авиационного крыла Нортхольт польский ас винг-командер Мариан Писарек (Marian Pisarek).

## Восточный фронт
В июле 1942 года Мюнхеберг сдал командование группой и был направлен на Восточный фронт с назначением в штабное звено эскадры JG51. Скорее всего это было прохождение практики перед назначением на должность командира эскадры, практиковавшееся в люфтваффе.
В боях с советскими самолётами Мюнхеберг продолжал одерживать победы. Но при этом и его самолёт в течение первых четырёх недель был сбит дважды. Тем не менее, 5 сентября 1942 года Иоахим Мюнхеберг одержал свою 100-ю победу и 9 сентября 1942 года за свои 103 победы 19-м человеком в вермахте был награждён Мечами к своему Рыцарскому кресту с дубовыми листьями. К концу «командировки» на счету аса значилось уже 116 побед, 33 из которых были над советскими самолётами.

## Возвращение на Средиземноморье
1 октября 1942 года Мюнхеберг был назначен командиром эскадры JG77, базирующейся в Северной Африке и выполняющей боевые вылеты над Тунисом. Здесь ас одержал ещё 24 победы.
10 декабря 1942 года его Bf 109G-2 (W.Nr. 10725) был сильно повреждён в бою с Киттихауками (P-40) из 112 эскадрильи RAF, пилотируемыми F/Lt. H.C. Shaver & F/Lt. R.R. Smith, но Мюнхеберг смог благополучно приземлиться.
Весной 1943 года Мюнхеберг стал вторым после Марселя пилотом, одержавшим 100 побед над противниками с Запада.
23 марта 1943 года Мюнхеберг сбил свою очередную, 135-ю жертву. Ею оказался Спитфайр капитана Sweetman из американской группы 52 FG. Немецкий ас расстрелял противника со столь близкого расстояния, что, когда последний взорвался, Мессершмит Bf 109G-6 (W.Nr. 16381) не смог избежать столкновения с обломками. Тяжело раненому Мюнхебергу удалось выпрыгнуть с парашютом и приземлиться, однако по дороге в госпиталь он скончался.